# Taedong

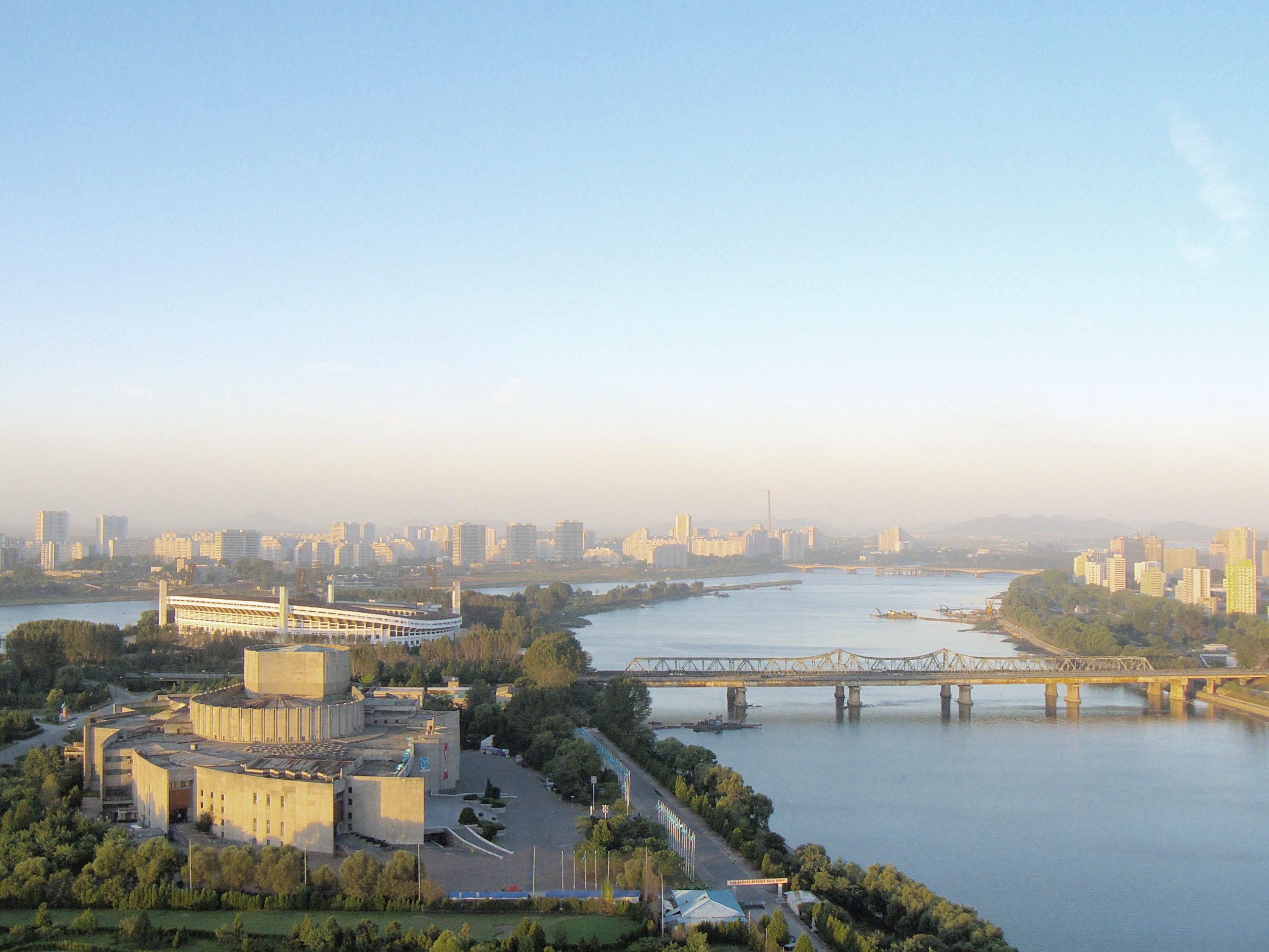
Otra vista del río Taedong a su paso por Pionyang, con la isla de Yanggakdo.

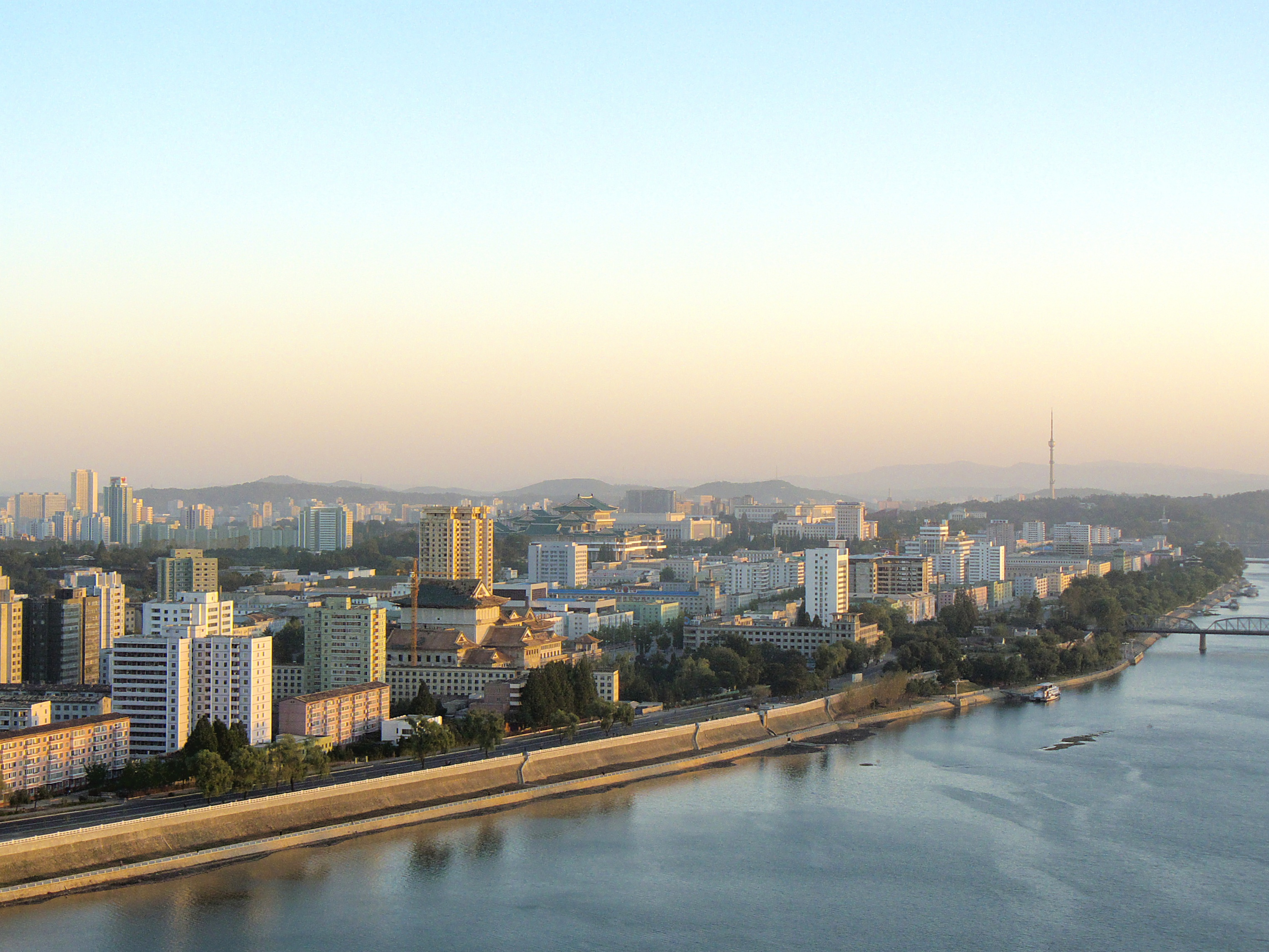
Otra vista del río Taedong en Pionyang.

Taedong (Hangul: 대동강, Hanja: 大同江) es un río que fluye íntegramente a través de Corea del Norte. Nace en las montañas Rangrim del norte del país. Recorre el país en dirección suroeste, desembocando en la bahía de Corea, en la ciudad de Nampo. Antes de su desembocadura atraviesa la capital, Pionyang. A lo largo del río hay puntos de referencia como la Torre Juche  o la plaza Kim Il-sung. Antiguamente el río era también conocido con el nombre de río Pae, 浿江.
- Datos: Q330618
- Multimedia: Taedong River / Q330618